# Rogeria alzatei

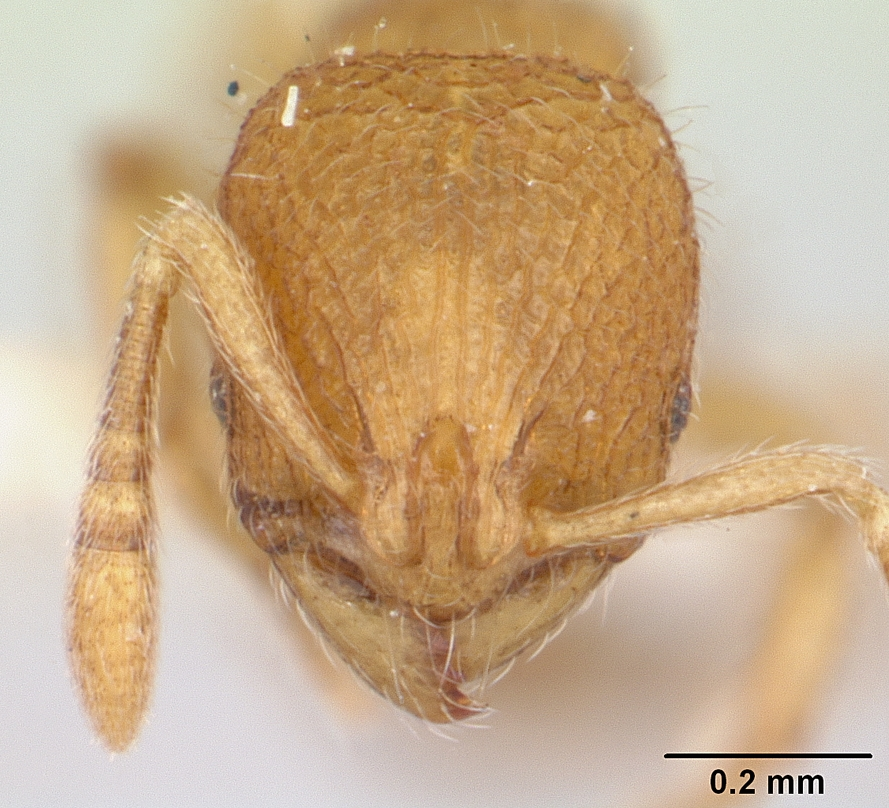
Голова

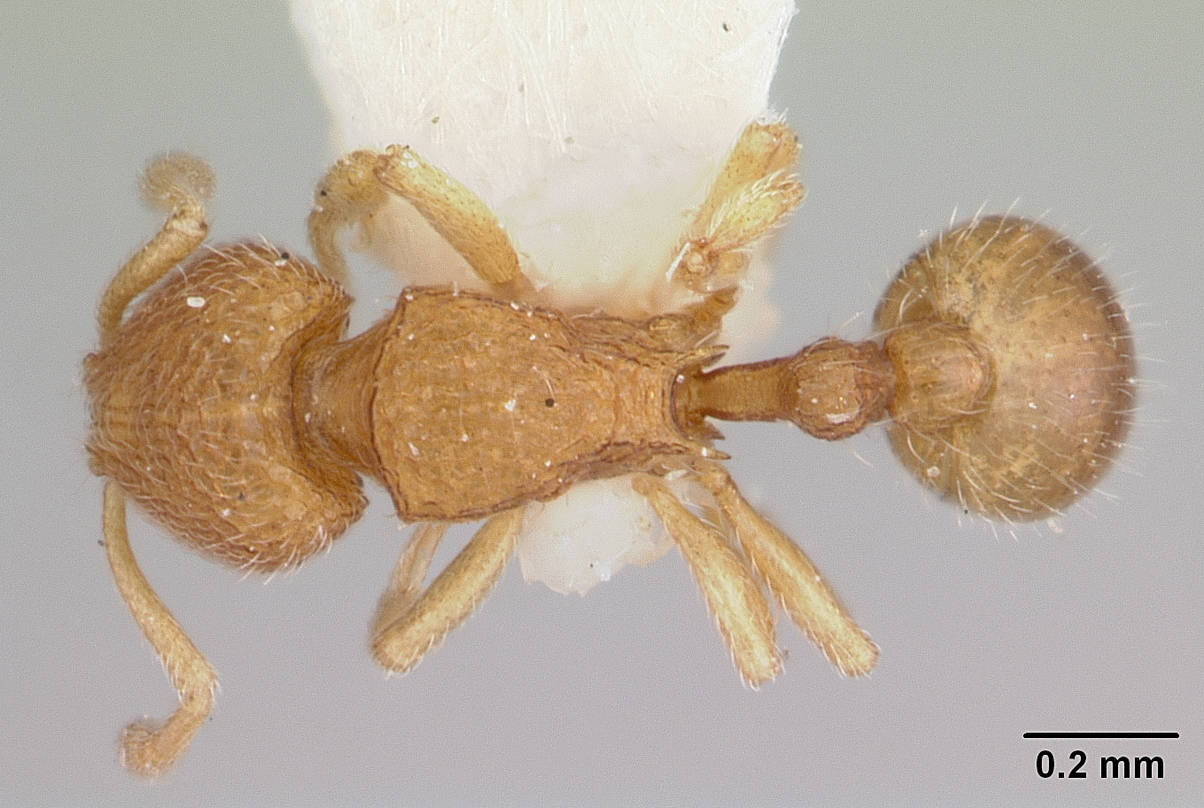
Вид сверху

Rogeria alzatei (лат.) — вид муравьёв рода Rogeria из подсемейства мирмицины (Myrmicinae, Solenopsidini). Неотропика. 

## Распространение
Встречаются в Южной Америке: от Панамы до Парагвая, от западных склонов Анд в Колумбии, до восточного побережья Бразилии. Также найдены в Доминиканской Республике.

## Описание
Мелкие земляные муравьи желтовато-коричневого цвета. Длина тела около 2 мм (от 1,9 до 2,5 мм). Отличается от близких видов следующими признаками: субтреугольными жвалами, обрезанным краем клипеуса, мелким или отсутствующим отростком петиолярного стебелька. Рабочие мономорфные. Заднегрудка с острыми проподеальными шипиками. Усики длинные, у самок и рабочих 12-члениковые, булава 3-члениковая (апикальный членик длинный, равен по длине двум предшествующим сегментам булавы). Жвалы рабочих с 6—7 зубцами. Нижнечелюстные щупики 2-члениковые, нижнегубные щупики состоят из 2 сегментов. Усиковые бороздки отсутствуют. Клипеус двукилевидный. Глаза относительно средние (10—20 фасеток), расположены в переднебоковой части головы. Голова шире в задней части; затылочные края округлые. Грудь сверху ровная, без швов. Антеровентральные края пронотума угловатые или с зубчиками. Метанотальная бороздка отсутствует. Голени средних и задних ног без апикальных шпор. Стебелёк между грудкой и брюшком состоит из двух сегментов (петиоль + постпетиоль). Петиоль с развитым стебельком и узелком. Куколки голые (без кокона). Жало развито.

## Биология
Биология этих редких и скрытных муравьёв остаётся малоисследованной, имеются лишь отрывочные сведение об экологических особенностях мест обитания. Rogeria  встречаются на высотах до 1000 м в горах Колумбии (Анды). Муравьи были собраны из подстилочного слоя при отборе образцов из ловушек Берлезе или Винклера во влажных лесах от уровня моря до 1000 метров.

## Классификация и этимология
Вид был впервые описан в 1994 году американским мирмекологом Charles Kugler (Radford University, Радфорд, Виргиния, США). Включён в состав видовой группы creightoni species group. Этот вид назван в честь колумбийского интеллектуала Isaac Alzate.